# Steve Reich
Stephen Michael „Steve” Reich (n. 3 octombrie 1936, New York City, New York, SUA) este un compozitor american, unul din pionierii muzicii minimaliste, împreună cu La Monte Young, Terry Riley și Philip Glass.

## Biografie
Inovațiile sale includ utilizarea loop-urilor de bandă audio pentru a crea modele de introducere progresivă (exemple sunt compozițiile sale timpurii, "It's Gonna Rain" și "Come Out") și utilizarea proceselor sonore simple, pentru a explora concepte muzicale (de exemplu, "Pendulum Music" și "Four Organs"). Aceste compoziții, marcate de utilizarea lor ca figuri repetitive, au influențat semnificativ muzica clasică contemporană, în special în Statele Unite. Lucrările lui Reich au căpătat un caracter mai sumbru în anii 1980 cu întroducerea temelor istorice, la fel precum și temele din patrimonial său evreiesc, în special câștigarea Premiului Grammy pentru „Cea Mai Bună Compoziție de Muzică Clasică Contemporană” cu lucrarea Different Trains.
Stilul de compoziție a lui Reich a influențat mulți compozitori și formații muzicale. Criticul de muzică Andrew Clements, de la The Guardian, l-a descris pe Reich ca unul din „compozitorii care pot cu siguranță să afrme că au schimbat întru totul direcția în care merge muzica", iar criticul Kyle Gann a zis că Reich "poate...fi considerat, prin aclamație generală, cel mai mare compositor în viață al Americii."
Pe 25 ianuarie 2007, Reich a fost numit câștigătorul Premiului Polar Music 2007, împreună cu saxofonistul de jazz Sonny Rollins. Pe 20 aprilie 2009 Reich, a fost premiat cu Premiul Pulitzer pentru Muzică, pentru compoziția sa Double Sextet.

## Lucrări
- The Plastic Haircut, coloană sonoră (1963)
- Music for two or more pianos (1964)
- Livelihood (1964)
- It's Gonna Rain, (1965)
- Soundtrack for Oh Dem Watermelons, (1965)
- Come Out, (1966)
- Melodica, for melodica and tape (1966)
- Reed Phase, (1966)
- Piano Phase (1967)
- Slow Motion Sound bucată conceptuală (1967)
- Violin Phase (1967)
- My Name Is (1967)
- Pendulum Music  (1968) (reeditată în 1973)[22]
- Four Organs (1970)
- Phase Patterns (1970)
- Drumming (1970/1971)
- Clapping Music (1972)
- Music for Pieces of Wood (1973)
- Six Pianos (1973) – transcrisă ca Six Marimbas (1986)
- Music for Mallet Instruments, Voices and Organ (1973)
- Music for 18 Musicians (1974–76)
- Music for a Large Ensemble (1978)
- Octet (1979)- (1983)
- Variations for Winds, Strings and Keyboards pentru orchestră (1979)
- Tehillim  (1981)
- Vermont Counterpoint  (1982)
- The Desert Music (1983, text de William Carlos Williams)
- Sextet (1984)
- New York Counterpoint (1985)
- Three Movements (1986)
- Electric Counterpoint (1987, pentru Pat Metheny)
- The Four Sections (1987)
- Different Trains (1988)
- The Cave (1993, cu Beryl Korot)
- Duet (1993)
- Nagoya Marimbas (1994)
- City Life (1995)
- Proverb (1995, text de Ludwig Wittgenstein)
- Triple Quartet (1998)
- Know What Is Above You 1999)
- Three Tales (2002)
- Cello Counterpoint (2003)
- You Are (Variations) (2004)
- For Strings (with Winds and Brass) (1987/2004)
- Variations for Vibes, Pianos, and Strings (2005)
- Daniel Variations (2006)
- Double Sextet (2007)
- 2x5 (2008)
- Mallet Quartet (2009)
- WTC 9/11  (2010)

## Discografie selectată
- Drumming. Steve Reich și Musicians (Two recordings: Deutsche Grammophon și Nonesuch) So Percussion (Cantaloupe)
- Music for 18 Musicians. Steve Reich și Musicians (Two recordings: ECM and Nonesuch), Grand Valley State University New Music Ensemble (Innova), Ensemble Modern (RCA).
- Octet/Music for a Large Ensemble/Violin Phase. Steve Reich și Musicians (ECM)
- Variations for Winds, Strings and Keyboards/Music for Mallet Instruments, Voices and Organ/ Six Pianos. San Francisco Symphony Orchestra, Edo de Waart, Steve Reich & Musicians (Deutsche Grammophon)
- Tehillim/The Desert Music. Alarm Will Sound and OSSIA, Alan Pierson (Cantaloupe)
- Different Trains/Electric Counterpoint. Kronos Quartet, Pat Metheny (Nonesuch)
- You Are (Variations)/Cello Counterpoint. Los Angeles Master Chorale, Grant Gershon, Maya Beiser (Nonesuch)
- Steve Reich: Works 1965-1995. Various performers (Nonesuch).
- Daniel Variations, with Variations for Vibes, Pianos and Strings. London Sinfonietta, Grant Gershon, Alan Pierson (Nonesuch)
- Double Sextet/2x5, Eighth Blackbird and Bang on a Can (Nonesuch)
- Piano Phase, transcrisă pentru chitară, Alexandre Gérard (Catapult)
- Phase to Face, un film ducumentar despre Steve Reich de Eric Darmon & Franck Mallet (EuroArts) DVD Arhivat în 26 aprilie 2011, la Wayback Machine.